# City of Monash
City of Monash – obszar samorządu lokalnego (ang. local government area), położony w południowo-wschodniej części aglomeracji Melbourne. Monash zostało utworzone w 1994 roku, nazwa pochodzi od sir Johna Monash. Obszar ten zamieszkuje 161 241 osób (dane z 2006). Niemal 40% społeczeństwa Monash urodziło się po zagranicami Australii głównie są pochodzenia chińskiego, brytyjskiego, greckiego, malezyjskiego oraz hinduskiego.

## Dzielnice
- Ashwood
- Burwood
- Chadstone
- Clayton
- Glen Waverley
- Hughesdale
- Huntingdale
- Mount Waverley
- Mulgrave
- Notting Hill
- Oakleigh
- Oakleigh East
- Oakleigh South
- Wheelers Hill